# رافائيل ألبريشت
رافائيل ألبريشت (بالإسبانية: Rafael Albrecht)‏ من مواليد (23 أغسطس عام 1941، في سان ميغيل دي توكومان) هو لاعب كرة قدم أرجنتينيكان يلعب برمكز مدافع.
لعب لأندية متعددة أهمها نادي استوديانتس وسان لورنزو ونادي ليون المكسيكي كما لعب لمنتخب الأرجنتين ما بين عامي 1961 و 1968.

## روابط خارجية
- رافائيل ألبريشت على موقع الاتحاد الدولي (مؤرشف)  (الإنجليزية)
- رافائيل ألبريشت على موقع قاعدة بيانات كرة القدم.إي يو (الإنجليزية)
- رافائيل ألبريشت على موقع ناشيونال فوتبول تيمز (الإنجليزية)
- رافائيل ألبريشت على موقع عالم كرة القدم.نت (الإنجليزية)